# Ponte Nossa
Ponte Nossa är en ort och kommun i provinsen Bergamo i regionen Lombardiet i Italien. Kommunen hade 1 800 invånare (2018).